# Monte Saramati
Saramati é uma montanha na fronteira entre o estado de Nagaland (Índia) e a região de Sagaing, Mianmar (Birmânia). 
Com altitude de 3826 m e proeminência de 2885 m, Saramati é uma das montanhas ultraproeminentes do Sudeste Asiático.